# Jantina Christina Langerhorst

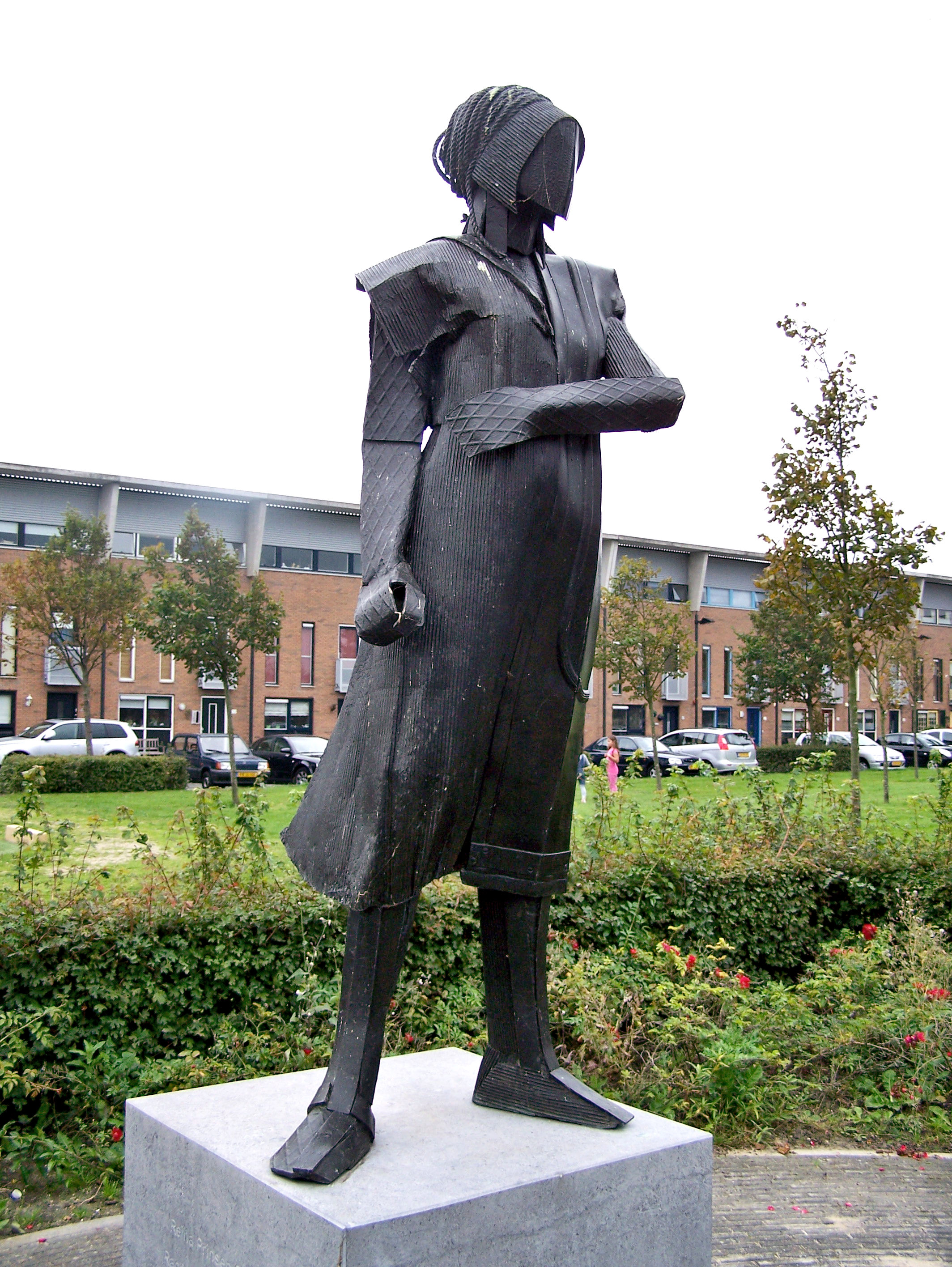
Heerhugowaard, ‘Vrouwen in het Verzet'

Jantina Christina (Tineke) Langerhorst (Amsterdam, 18 mei 1922 – Ravensbrück, 7 juni 1943) was dienstmeisje en verzetsstrijdster tijdens de Tweede Wereldoorlog.

## Biografie
Zij werd geboren in Amsterdam, als dochter van Dirk Langerhorst (*15 april 1894 te Sloten) en Theresia Sophia Diels (*28 augustus 1896 te Amsterdam).
Langerhorst was lid van de Vereniging Vrienden der Sovjet-Unie (VVSU) en van de Communistische Jeugdbond.
Uit het bevolkingsregister van Amsterdam blijkt dat zij zelfstandig een woning huurde, waar zij hooguit 14 maanden woonde. Op 14 juli 1941 kreeg zij haar persoonsbewijs nr. 309449. 
Tijdens de Tweede Wereldoorlog regelde ze betrouwbare onderduikadressen voor CPN-leden, onder meer voor Jan Glas. Glas was medeorganisator van de Februaristaking. In september 1941 werd hij om die reden gearresteerd. De Sicherheitsdienst kwam vervolgens naar het verblijfadres van zijn echtgenote Stien Glas-Pullen, die samenwoonde met Langerhorst. Toen bij de doorzoeking een typemachine werd gevonden en werd gevraagd van wie die was, nam Langerhorst de schuld op zich, om Glas-Pullen die moeder was te beschermen. Ze werd gearresteerd op 11 november 1941. 
Glas-Pullen beviel in 1942 van een dochter, die ze Tineke noemde. In het archief van Glas-Pullen bevindt zich een smokkelbrief van Langerhorst uit de gevangenis, waarin ze wordt gefeliciteerd met de geboorte van haar dochter.
Op 18 september 1942 werd ze, samen met To Stoltz, overgebracht naar het Oranjehotel in Scheveningen. Per 8 maart 1943 werd zij van het bevolkingsregister van Amsterdam overgeschreven naar het Centraal Bevolkingsregister.
Vanuit Scheveningen werd zij overgeplaatst naar Ravensbrück. Het Rijksmuseum bezit een portrettekening van Langerhorst, die werd gemaakt door To Stoltz tijdens hun verblijf in Ravensbrück. Langerhorst overleed aldaar op 7 juni 1943, op 21-jarige leeftijd.

## Eerbetoon
Langerhorst kreeg een blijvende herinnering met andere vrouwen uit het verzet in de vorm van een standbeeld in Heerhugowaard, waar ook een straat naar haar vernoemd is.